# Délire Express
« Ananas Express » redirige ici.  Pour les autres significations, voir Pineapple Express.
Pour les articles homonymes, voir Pineapple (homonymie).
Pour plus de détails, voir Fiche technique et Distribution.
Délire Express ou Ananas Express au Québec (Pineapple Express) est un film américain réalisé par David Gordon Green et sorti en salles le 6 août 2008 aux États-Unis et le 3 décembre 2008 en France.

## Synopsis
Dale Denton, 25 ans, a tout pour lui : un bon boulot, qui consiste à envoyer un avis juridique à une personne, sa petite copine, Angie, plus jeune que lui de sept ans, et il nage dans la drogue grâce à Saul Silver, son dealer, qui lui fait goûter une variété de cannabis nommée « Pineapple Express ».
Mais la vie du jeune homme va basculer quand un soir où il doit faire une saisie au domicile d'un certain Ted Jones, Dale assiste à un meurtre en direct commis par Jones (qui s'avère être un truand) et une policière corrompue, Carol Brazier.
Pris de panique, il part précipitamment en laissant tomber son joint contenant de « l'ananas express », que Saul est le seul à vendre en ville. Cet indice va alors remonter jusqu’à celui-ci et le témoin oculaire qui va l’entraîner dans une course effrénée contre les bandits qui les poursuivent pour les tuer.

## Fiche technique
- Titre : Délire Express
- Titre original : Pineapple Express
- Titre québécois : Ananas Express
- Réalisation : David Gordon Green
- Scénario : Seth Rogen et Evan Goldberg, d'après une histoire de Judd Apatow, Seth Rogen et Evan Goldberg
- Photographie : Tim Orr
- Direction artistique : Marc Dabe
- Distribution des rôles : Kelly Barden, Billy Hopkins et Suzanne Smith
- Décors : Chris Spellman, décors de plateau par Bob Kensinger
- Costumes : John Dunn
- Montage : Craig Alpert
- Musique : Graeme Revell
- Production : Judd Apatow et Shauna Robertson
- Co-production : Dara Weintraub
- Production exécutive : Seth Rogen et Evan Goldberg
- Sociétés de production : Apatow Productions et Relativity Media
- Sociétés de distribution : Columbia Pictures (États-Unis), Sony Pictures Releasing (France)
- Budget : 25 millions de dollars (18,35 millions d'euros)
- Format : couleur et noir et blanc (DeLuxe et Technicolor) — 35 mm — 2,35:1 — son Dolby Digital
- Pays de production :  États-Unis
- Langues : anglais, cantonais et coréen
- Genre : Comédie, action
- Durée : 111 minutes (117 minutes pour la version non censurée)
- Dates de sortie [1]: 
  - États-Unis : 6 août 2008
  - Canada : 6 août 2008 (région francophone), 8 août 2008 (sortie nationale)
  - France : 3 décembre 2008
- Classification : 
  -  Classification MPAA : R (Restricted)
  -  Mention CNC[2] : tous publics (visa d'exploitation no 121412 délivré le 29 septembre 2008)

## Distribution
- Seth Rogen (VF : Gilles Morvan, VQ : Tristan Harvey) : Dale Denton
- James Franco (VF : Patrick Mancini, VQ : Martin Watier) : Saul Silver
- Danny McBride (VF : Jean-Loup Horwitz, VQ : Olivier Visentin) : Red
- Kevin Corrigan (VF : Marc Saez, VQ : Paul Sarrasin) : Budlofsky
- Craig Robinson (VF : Bruno Henry, VQ : Denis Roy) : Matheson
- Gary Cole (VF : Edgar Givry, VQ : Jean-Luc Montminy) : Ted Jones
- Rosie Perez (VF : Isabelle Leprince, VQ : Nathalie Coupal) : Carol Brazier, la femme flic
- Ed Begley Jr. (VF : Stéphane Bazin, VQ : Denis Mercier) : Robert Anderson
- Nora Dunn (VF : Dorothée Jemma, VQ : Hélène Mondoux) : Shannon Anderson
- Amber Heard (VF : Sybille Tureau, VQ : Nadia Paradis) : Angie Anderson
- Joe Lo Truglio (VF : Axel Kiener) : Mr. Edwards
- Arthur Napiontek : Clark
- Cleo King (VF : Marie-Laure Beneston) : Police Liaison Officer
- Bill Hader (VF : Lionel Tua, VQ : Pierre Auger) : le soldat Miller
- James Remar (VF : Jean Barney, VQ : Pierre Chagnon) : le général Bratt
- Dana Lee (VF : Patrick Floersheim) : Cheung
- Ken Jeong (VF : Christian de Smet, VQ : Antoine Durand) : Ken
- Connie Sawyer (VF : Frédérique Cantrel) : Faye Belogus, la grand-mère de Saul
- Andrew Heald (VQ : Aliocha Schneider) : Blake

- Version française
  - Studio de doublage : Les Studios de Saint-Ouen
  - Direction artistique : Patrick Floersheim
  - Adaptation : Bob Yangasa

 Source et légende : version française (VF) sur RS Doublage, version québécoise (VQ) sur Doublage qc.ca

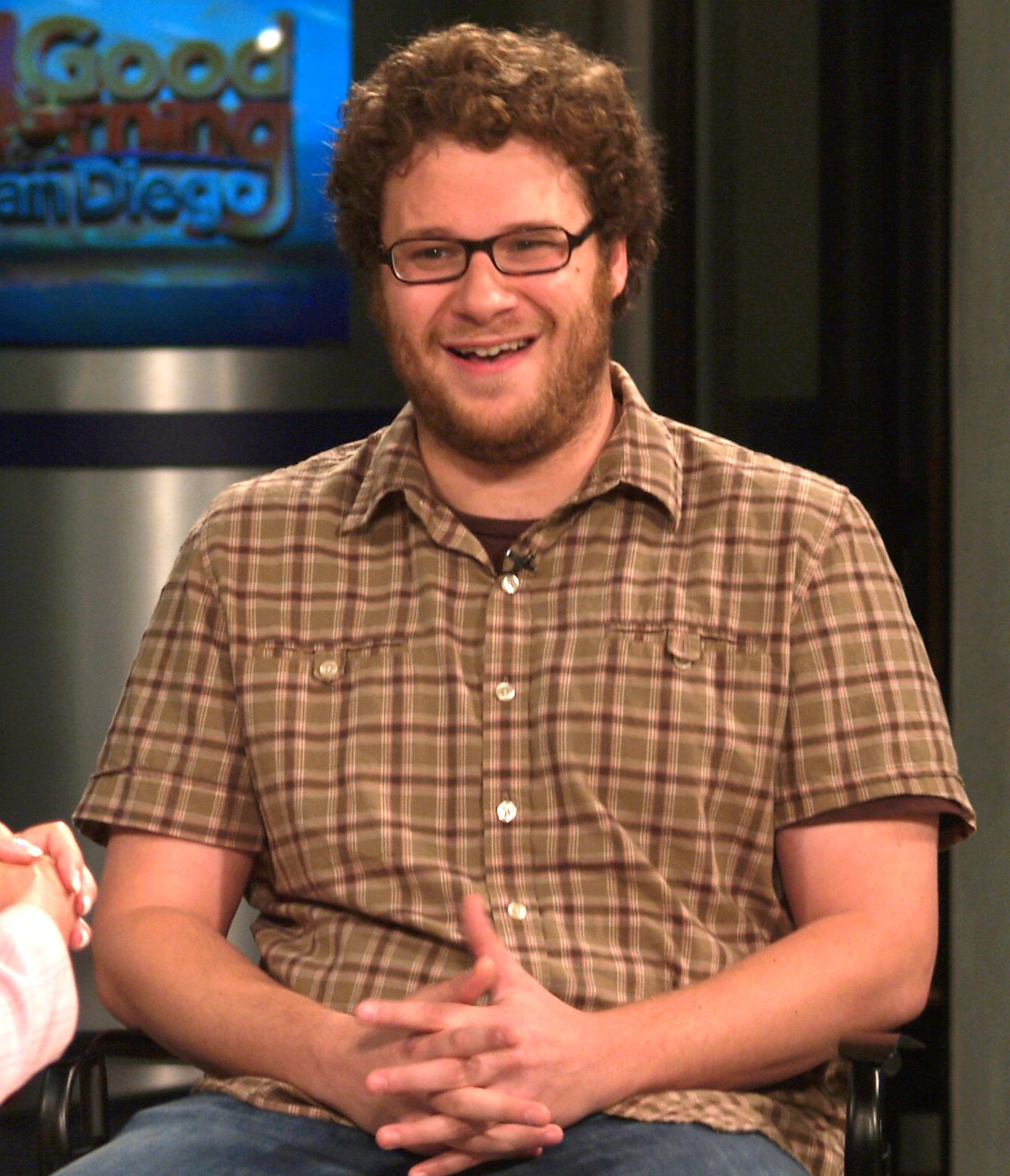
Seth Rogen (Dale Denton)
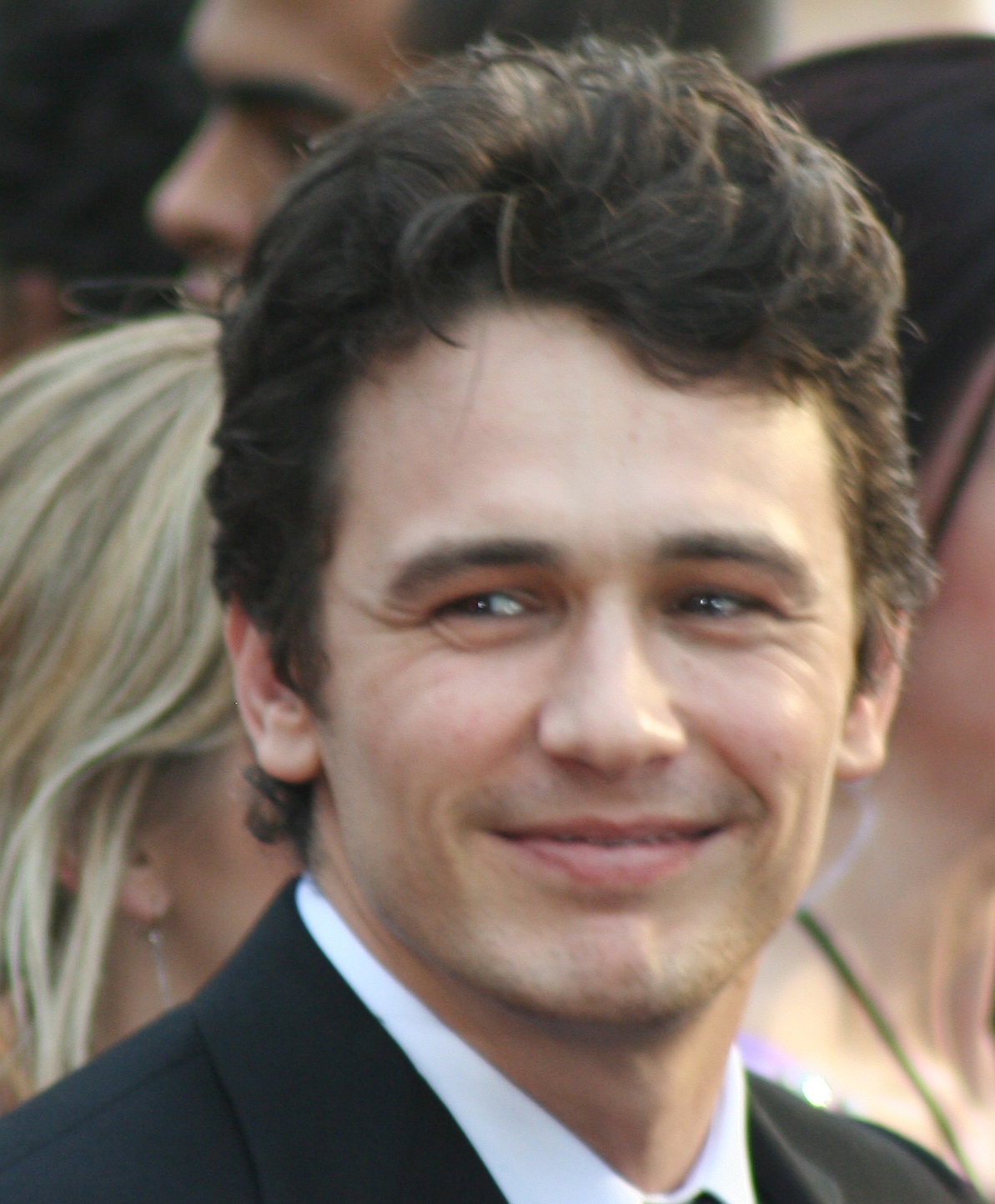
James Franco (Saul Silver)
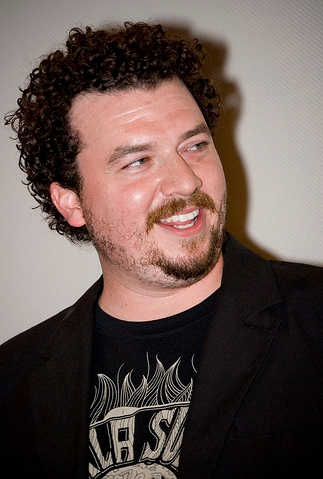
Danny McBride (Red)
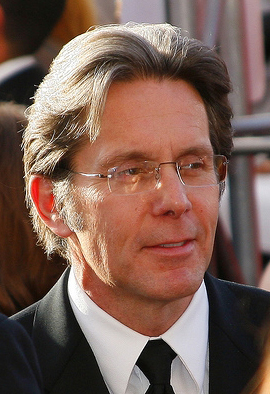
Gary Cole (Ted Jones)
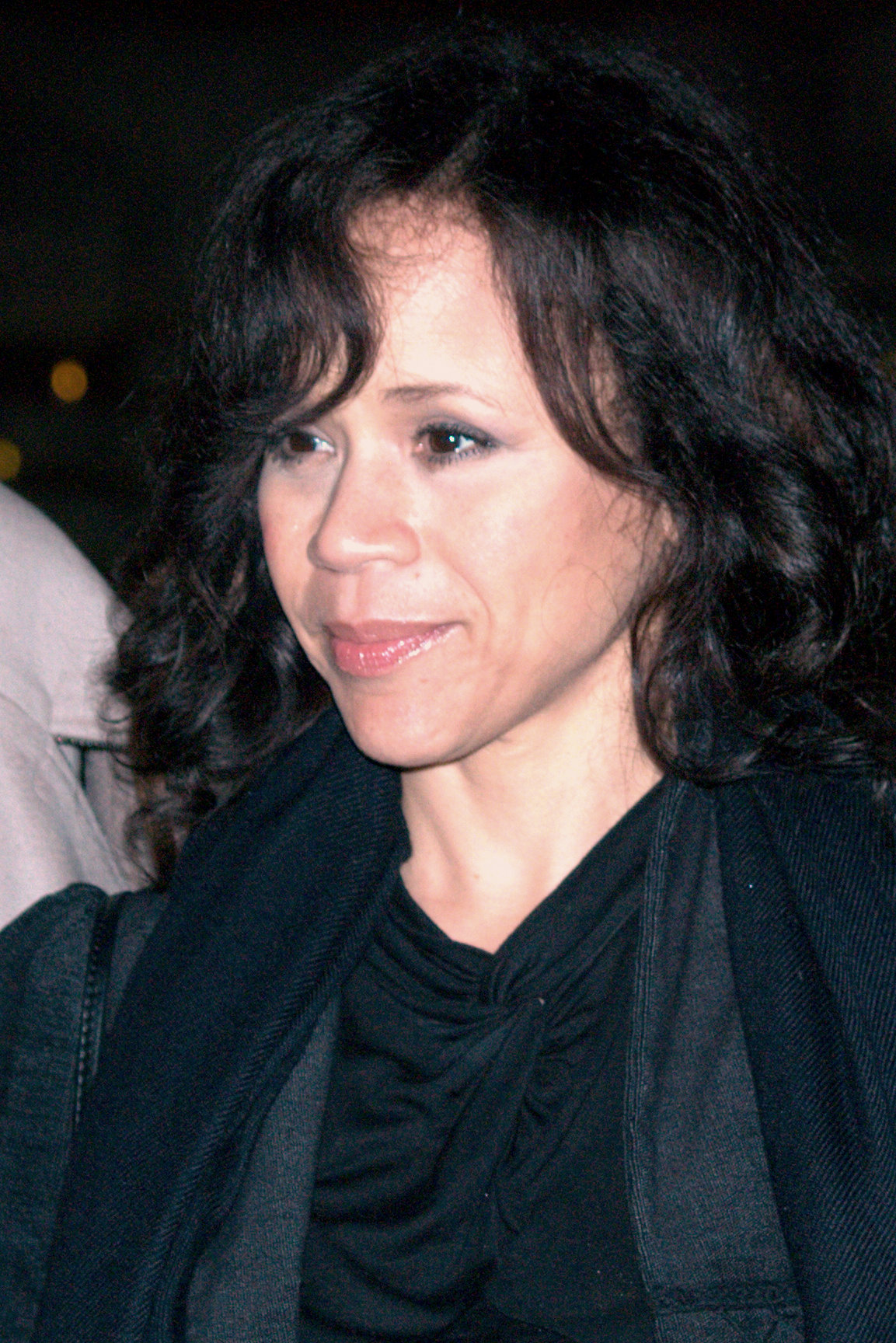
Rosie Perez (Carol)
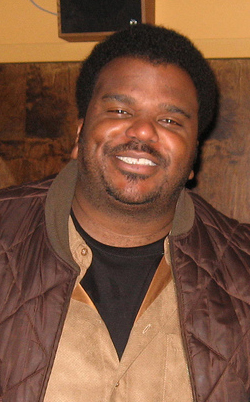
Craig Robinson (Matheson)
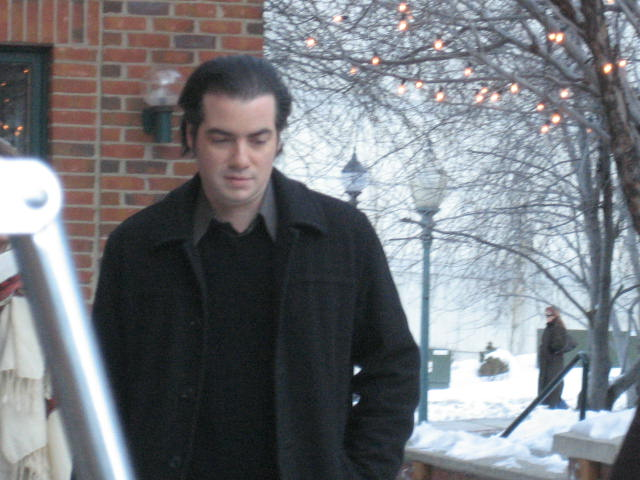
Kevin Corrigan (Budlofsky)
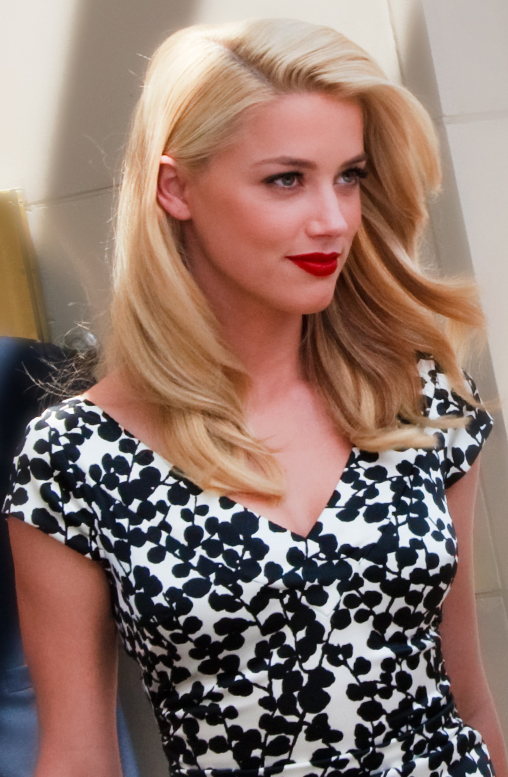
Amber Heard (Angie Anderson)
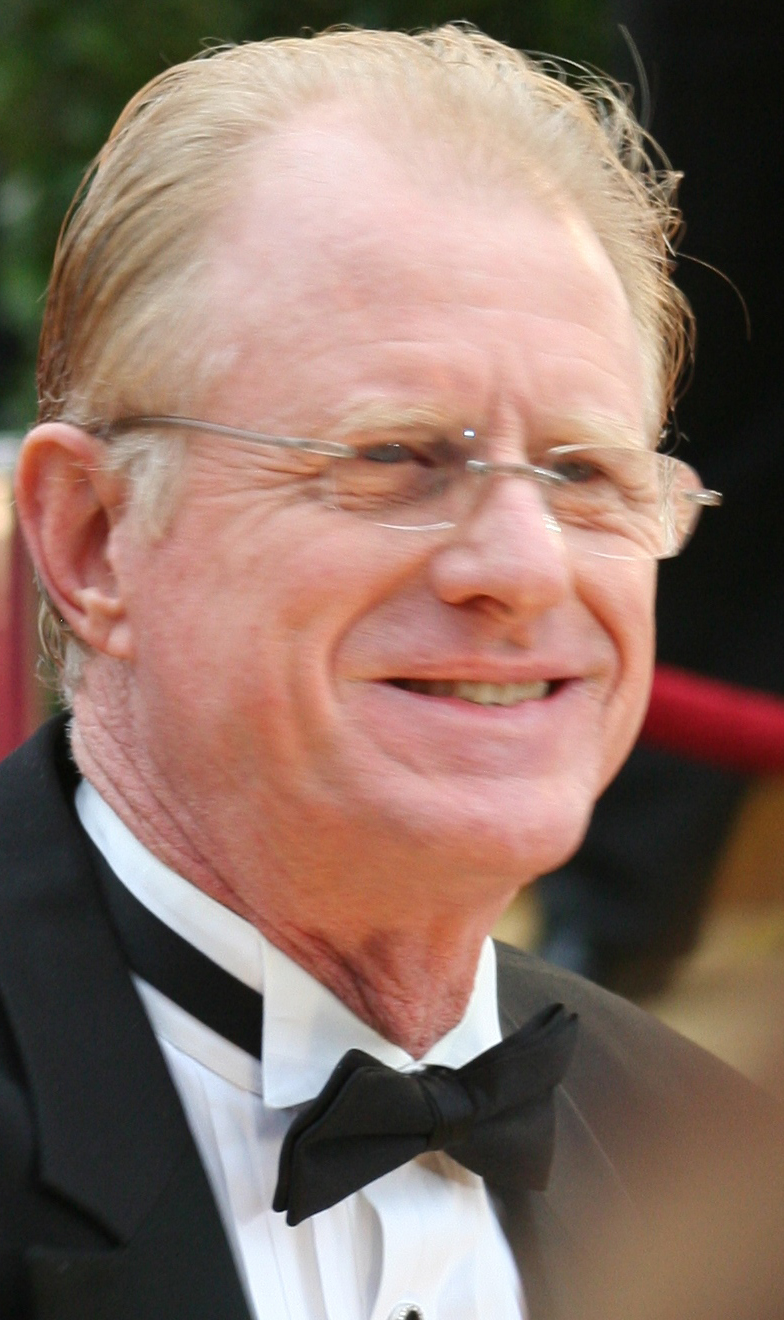
Ed Begley Jr. (Robert Anderson)
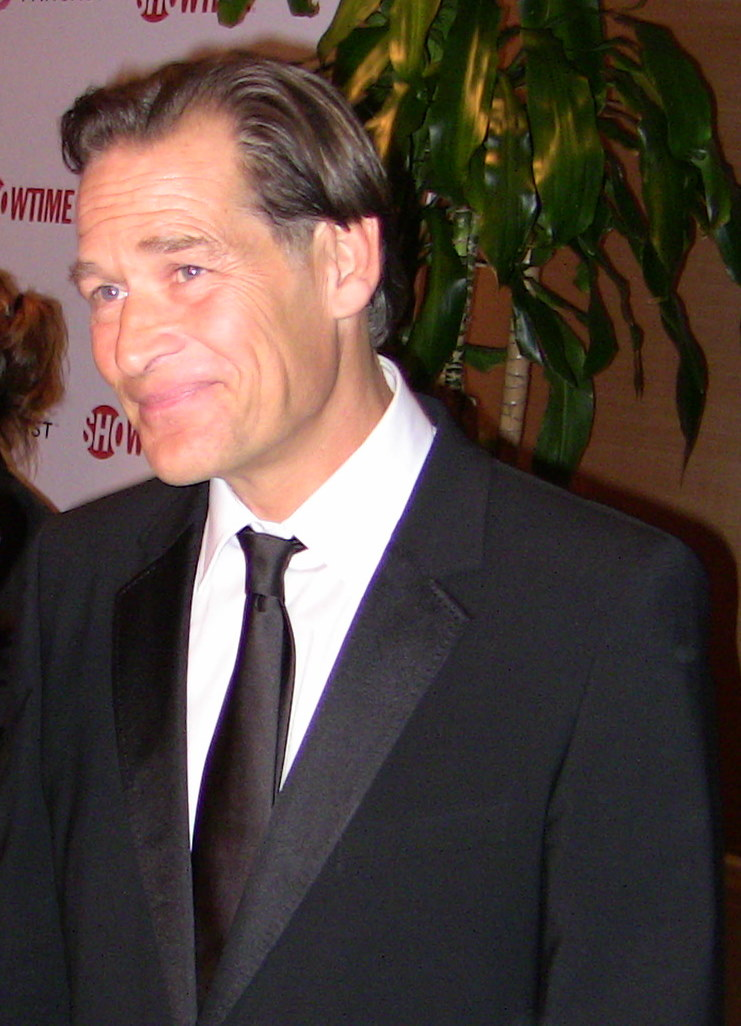
James Remar (général Bratt)
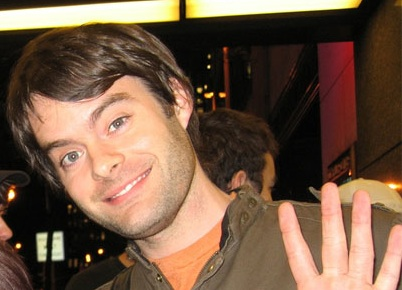
Bill Hader (soldat Miller)

## DVD et Blu-Ray
Délire Express est sorti en DVD et en Blu-Ray  le 6 janvier 2009 aux États-Unis et le 10 juin 2009 en France chez Sony Pictures Home Entertainment.
Les bonus du film sont ,:
DVD :
- Possibilité de visionner la version cinéma et la version longue non censurée (la version non censurée intègre 4 minutes 26 de plus que la version sorti en salles)
- Commentaire de l'équipe du film
- Scènes étendues et alternatives
- Bêtisier
- Making-of
- Liste des dégâts

Blu-ray : 
- Possibilité de visionner la version cinéma ou la version non censurée
- Commentaire de l'équipe du film
- Scènes étendues et alternatives
- Bêtisier
- Making-of
- Liste des Dégâts
- Le jeu du Délire Express
- L'action de Délire Express
- La Cabine téléphonique
- Line-O-Rama
- Direct-o-Rama
- Article N°9
- Accès BDLive

## Production

### Développement
- La source d'inspiration du film de Judd Apatow est le personnage qu'incarne Brad Pitt dans True Romance, de Tony Scott. À noter que Kevin Corrigan, qui incarne un des deux tueurs de Delire Express, a également joué dans True Romance.
- Seth Rogen, également producteur exécutif de Délire Express, a confié au magazine Rolling Stone, qu'il misait au départ sur un budget de 50 millions de dollars pour le film, mais n'avait obtenu que la moitié à cause du fait que l'intrigue tourne autour du thème sensible de la drogue.

### Casting
- À l'origine, Seth Rogen avait écrit le rôle de Saul pour le jouer lui-même, mais il a réalisé que James Franco, avec qui il avait travaillé dans la série Freaks and Geeks, serait plus adapté pour le jouer et serait plus drôle.
- Dans une scène coupée du montage de la version cinéma - intégrée dans la version non censurée - on voit Troy Gentile (qui avait tourné dans une production de Judd Apatow, Drillbit Taylor, garde du corps) qui incarne le fils de Ted (Gary Cole). La seule scène où il apparaît est une scène étendue où son père insulte le chef de la Triade.

### Tournage
- Le tournage s'est déroulé à Downey, Glendale, North Hollywood et Santa Clarita, en Californie du 10 mars au 12 mai 2007.

### Divers
- Le mot fuck et ses dérivations est cité 180 fois dans ce film.
- Quand Dale et Saul se cachent dans une forêt, on peut voir un autocollant, sur la voiture, sur lequel est écrit Beat it.
- Le film fait un clin d’œil au groupe Cypress Hill : Dans la scène où Dale est dans sa voiture et se fait appeler par sa copine on peut entendre la musique Dr Greenthumb.
- La date de naissance de Dale Denton dans le fichier de la police de Clark County est 14-04-82, celle de Seth Rogen est 15-04-82.

## Réception

### Accueil critique
Délire Express a reçu des commentaires généralement positifs de la critique avec une note de 68 % sur le site Rotten Tomatoes, basé sur 190 commentaires et une note moyenne de 6.3⁄10. et une moyenne de 64⁄100 sur le site Metacritic, basé sur 37 commentaires.

### Box-office
- Mondial : 101 624 843 $ [9]
  - dont  États-Unis : 87 341 380 $[9]
- France : 8 235 entrées[10] (51,092 $) [9]

Sorti le mercredi 6 août 2008 aux États-Unis, le film engrange 12 085 679 dollars de recettes. Au cours du week-end d'ouverture, il se classe deuxième du box-office américain derrière The Dark Knight avec 23 245 025 dollars, récoltant en tout 41 318 736 dollars. Le film a récolté 87 341 380 dollars de recettes aux États-Unis et 100 941 380 dollars de recettes mondiales.
En France, Délire Express est sorti bien trop tard et n'a été projeté que dans 61 salles de cinéma, Il a enregistré au total 8 235 entrées. En revanche, il a cartonné sur les sites de téléchargements et torrents.

## Distinctions
- Nomination à la meilleure bande-annonce pour un film de comédie, lors des Golden Trailer Awards en 2008.
- Nomination au meilleur acteur dans un film musical ou une comédie (James Franco) lors des Golden Globe Awards en 2009.